# Гордон Руперт Диксон
Гордон Руперт Диксон (енгл. Gordon R. Dickson; Едмонтон, 1. новембар 1923 — Ричфилд, 31. јануар 2001) је био канадски писац научне фантастике.
Родио се у Едмонту у Канади Са 13 година (1936. или 1937) емигрирао је у Сједињене Државе, где је од 1943. до 1946. служио у Армији САД. Прву причу је издао 1956. године.

## Награде
- Хуго награда
  - 1965. за Soldier, Ask Not
  - 1981. за (Lost Dorsai)
  - 1981. за The Cloak and the Staff

- Награда Небула
  - 1966. за Call Him Lord